# بيرت واترس
بيرت واترس (بالإنجليزية: Bert Waters)‏ هو محامي أمريكي، ولد في 9 أكتوبر 1871 في بوسطن في الولايات المتحدة، وتوفي في 10 أكتوبر 1930.